# Michael Milhoan
Michael Paul Milhoan, dit Michael Milhoan, né le 19 décembre 1957 à St. Petersburg, en Floride, aux (États-Unis), est un acteur américain.

## Filmographie

### Cinéma
- 1982 : The Beach Girls (en) de Bud Townsend : Surfer
- 1989 : Jusqu'au bout du rêve (Field of Dreams) de Phil Alden Robinson : Buck Weaver
- 1991 : Les Aventures de Rocketeer (The Rocketeer) de Joe Johnston : Jeff
- 1995 : USS Alabama (Crimson Tide) de Tony Scott : Hunsicker
- 2001 : Pearl Harbor de Michael Bay : Army Commander
- 2002 : Dommage collatéral (Collateral Damage) de Andrew Davis : Jack

### Télévision

#### Séries télévisées
- 1992 : Le Rebelle : Adjoint Hampton (saison 1, épisode 2)
- 1993 : Loïs et Clark : Les Nouvelles Aventures de Superman (Lois & Clark: The New Adventures of Superman) : Johnny Taylor (saison 1, épisode 6)
- 1999 : X-Files : Aux frontières du réel : inspecteur Arky Stevens (saison 6, épisode 7)
- 2002 : That '70s Show : Coach Ferguson (saison 4, épisode 15)
- 2002-2003 : Do Over : Bill Larsen (15 épisodes)
- 2004 : Charmed : Arthur (saison 7, épisode 5)
- 2004 : Malcolm : Sergent McManus (saison 5, épisode 22)

#### Téléfilms
- 1990 : Émeutes en Californie (Heat Wave) de Kevin Hooks : Patrouilleur 1
- 1991 : Lookwell (en) de E. W. Swackhamer : Policier #3